# Циптелнік
Циптелнік (рум. Țiptelnic) — село у повіті Муреш в Румунії. Входить до складу комуни Банд.
Село розташоване на відстані 272 км на північний захід від Бухареста, 12 км на захід від Тиргу-Муреша, 65 км на схід від Клуж-Напоки, 138 км на північний захід від Брашова.

## Населення
За даними перепису населення 2002 року у селі проживали 137 осіб.
Національний склад населення села:
| Національність | Кількість осіб | Відсоток |
| -------------- | -------------- | -------- |
| румуни         | 75             | 54,7%    |
| цигани         | 44             | 32,1%    |
| угорці         | 18             | 13,1%    |

Рідною мовою назвали:
| Мова      | Кількість осіб | Відсоток |
| --------- | -------------- | -------- |
| румунська | 75             | 54,7%    |
| циганська | 44             | 32,1%    |
| угорська  | 18             | 13,1%    |